# Minnie Rutherford Fuller
Pour les articles homonymes, voir Fuller.
Minnie Rutherford Fuller (1868–1946) est une réformatrice sociale et suffragiste américaine. Elle est présidente de la Woman's Christian Temperance Union de 1913 à 1925. Elle est engagée en faveur de la protection des mineurs et du droit de vote des femmes aux États-Unis.

## Biographie
Minnie Ursula Oliver naît le 25 janvier 1868 à Ozark, dans l'Arkansas. Elle est la fille de James M. Oliver, planteur, et de son épouse, Mattie A. Hale. Elle obtient son diplôme au Sullins College (en), à Bristol en Virginie et poursuit ses études de droit à Chicago, Leipzig, Harvard, en Californie, en France et en Italie. Elle est reçue au barreau mais ne semble pas avoir exercé comme avocate. Son premier mari, Omer Scott, meurt en 1887, la laissant veuve avec une petite fille. Elle se remarie avec un avocat, William B. Rutherford, en 1889 et divorce en 1909, elle épouse en troisièmes noces en 1915 Seabron Jennings Fuller, médecin à Magazine.
Elle est méthodiste et favorable à titre personnel à la prohibition, et elle milite au sein de la Woman's Christian Temperance Union (WCTU). Cependant, son activité au sein de cette organisation n'a rien à voir avec la question de la consommation d'alcool. Elle est directrice nationale du département de la WCTU dédié aux tribunaux pour mineurs et s'investit pour que le travail des enfants soit encadré sur le plan juridique. Elle est conférencière et organisatrice pour la WCTU de l'Arkansas. Elle participe à plusieurs congrès consacrés aux droits des enfants, à Buffalo en 1909, à Little Rock en 1910. Elle obtient, grâce au soutien de la WCTU et de la fédération des clubs de femmes de l'Arkansas, une loi sur les tribunaux pour mineurs, en 1911. Elle est nommée vice-présidente de l'Arkansas Conference of Charities and Correction — renommée Conference on Social Welfare ultérieurement — en 1912, puis elle en est la présidente en 1913, 1914, 1922 et 1923. Elle préside le comité interracial de l'Arkansas. Elle fait plusieurs voyages d'études en Hongrie, Italie, Suisse, Allemagne et Angleterre pour se renseigner sur le fonctionnement des services sociaux de ces pays.
Elle s'engage également en faveur du droit de vote des femmes. En mars 1911, elle s'adresse au comité des amendements constitutionnels de l'Arkansas. Minnie Fuller fait notamment référence à la situation du Colorado qui a accordé le droit de vote aux femmes dès 1893. Elle participe également à la fondation du la Woman's Political Equality League — qui deviendra la Arkansas Woman Suffrage Association — à Little Rock. En 1914, l'association devient nationale, après un congrès à Little Rock, et elle en devient la vice-présidente. L'Arkansas adopte en janvier 1915, un amendement qui « affranchit » les femmes, et l'État de l'Arkansas adopte le Dix-neuvième amendement en 1919. Elle s'engage en faveur de la création d'une école technique pour les filles qui voit le jour en 1917. Elle publie un certain nombre d'articles sur les questions des droits des femmes, notamment le droit de propriété, la protection des enfants, ou encore la prohibition. Elle est présidente de la WCTU de l'Arkansas de 1913 à 1925, et rédactrice en chef de l'organe officiel de l'organisation, l'Arkansas White Ribboner. Elle est également trésorière de l'association des femmes juristes du Sud-Ouest des États-Unis.
Elle meurt au domicile de sa fille, à Brookline, dans le Massachusetts, le 15 octobre 1946, à 78 ans.